# Alexis Danan
Alexis Danan est un journaliste et écrivain français, né le 17 juillet 1890 à Guelma en Algérie française et mort le 13 novembre 1979 à Nogent-sur-Marne.
Il est principalement connu pour s’être engagé dans la défense des droits des enfants.

## Biographie
Alexis Danan naît à Guelma (anciennement Malaca), une petite ville de la région de Constantine en Algérie où son père, d'origine juive, est imprimeur. Adolescent baignant dans l'écrit, il se voit d'abord poète et publie dans Le Petit Guelma. En 1912, son service militaire puis la mobilisation pour la Première Guerre mondiale l'entraîne dans les tranchées à la suite de quoi il reste à Paris où il publie un recueil de poèmes et devient journaliste pigiste dans différents journaux.
En 1926, il est engagé à Paris-Soir, un quotidien à fort tirage dans lequel il va trouver son style, le reportage sur la misère sociale et particulièrement le sort réservé aux enfants malheureux. Son premier papier « Les enfants du taudis » est remarqué. Il est promu grand reporter et, suivant l'exemple d'Albert Londres, il s'intéresse au bagne de Cayenne. En 1931, il publie Mauvaise Graine, exposant un tableau dramatique des enfants délinquants psychotiques, refusés dans les colonies pénitentiaires agricoles et qui se retrouvent enfermés dans les prisons. 
En 1934, l'évasion des enfants de la colonie pénitentiaire de Belle-Île-en-Mer fait les gros titres de la presse, Danan s'implique alors en première ligne et prend l'opinion publique à témoin. Il continue avec Mettray où son action finira par causer la fermeture des bagnes d'enfants. La cause des enfants malheureux se développe grâce à la création des comités Alexis-Danan. En 1936, la Légion d'honneur lui est proposée, mais il la refuse. De 1940 à 1944, il est interdit de publication en raison de ses origines juives. 
Jusqu'à sa mort, toujours impliqué dans la cause de l'enfance malheureuse, il est à l'origine au fil des ans de plusieurs améliorations des lois sur la protection de l'enfance. Cependant son utilisation trop démagogique pour certains de « l’épée du scandale » lui a été reprochée, comme le simplisme et le sensationnalisme de ses positions : on l’accusa notamment d’exploiter une cause facile, de jouer de l’émotion et de l’indignation publique.  Mais il a été avant tout un militant de la cause de l’enfance et un animateur de la société civile.

## Postérité
Dès 1936, le scandale des bagnes d'enfants émeut l'opinion publique et amène à la création dans plusieurs régions françaises de comités de vigilance pour la protection de l’enfance malheureuse connus par la suite sous le nom de Comités Alexis Danan . Associations de bénévoles, les Comités Alexis Danan sont regroupés en fédération et militent pour l'aide à l'enfance malheureuse et les droits de l'enfant. À la mort d'Alexis Danan, c'est Simone Chalon qui prend la succession à la tête de la Fédération des comités.

## Principales publications d'Alexis Danan
- L'Armée des hommes sans haine, éditions Victor Attinger, 1929.
- Mauvaise Graine, édition des Portiques, Paris, 1931.
- Cayenne, éditions Arthème-Fayard, Paris, 1934.
- L'Ennemie aux cent visages, éditions Arthème-Fayard, Paris, 1935.
- Maison de supplices, 1936, recueil de témoignages.
- L’Épée du scandale, auto-biographie, éditions Robert Laffont, Paris, 1961.

En 1953 il crée la revue Les Cahiers de l'Enfance, puis en 1963 La Tribune de l'Enfance dont il est le rédacteur en chef jusqu'à sa mort. En 1991, les comités Alexis-Danan se perpétuent avec la revue L'Enfance majuscule puis l’association qui en reprend le nom : « Enfance majuscule ».

### Filmographie
- En 1938, le scénario du film Prison sans barreaux de Léonide Moguy est inspiré des témoignages recueillis par Danan pour son livre Maison de supplices, Alexis Danan est cité au générique comme conseiller technique.
- En 2006, le téléfilm Les Vauriens réalisé par Dominique Ladoge évoque la révolte des enfants de la Colonie pénitentiaire et maritime de Belle-Île en Mer. Alexis Danan y est incarné par le personnage du journaliste Paul Alexis/Albert Ferrandi joué par Laurent Lucas.